# Alfred-Aimé Flamant
Pour les articles homonymes, voir Flamant.
Alfred-Aimé Flamant (né à Noyales, Aisne, 31 octobre 1839 - Saint-Quentin, Aisne, 27 juin 1915) est un ingénieur français, ancien disciple d'Adhémar Barré de Saint-Venant  et du professeur de chimie Charles Léon Durand-Claye.

## Carrière
Il entre à l’École polytechnique le 1er novembre 1857 (Corps des Ponts et Chaussées 1859) et est promu élève à l’École des Ponts et Chaussées, élève de 2e classe le 1er juin 1860. Hors concours le 1er juillet 1862. Placé à Arras (Pas-de-Calais), où il exécute le service ordinaire. Ingénieur de 3e classe le 1er novembre 1862, chargé aussi de la ligne du chemin de fer Arras-Etaples le 1er janvier 1865 et du canal de Roubaix (Lille) le 1er novembre 1866.
Le 13 avril 1869, il s'est marié avec Marie Christine Isabelle Charlotte Cucci (née en Italie, Lucques le 8 janvier 1847) à Paris 6e.
Pendant la guerre franco-prussienne sa présence est attestée à la Cartoucherie Départementale à Lille, établissement qu'il a dirigé avec M. l'ingénieur Léon Gabriel Philippe avant l'armistice du 28 janvier 1871. Sous la direction des MM. Flamant et Philippe, cet établissement a fait certains affaires pour l'expédition de munitions après la guerre, notamment pour Londres. Ingénieur en chef de 2e classe le 1er novembre 1879, il est nommé à Lille où il fait la connaissance du Professeur Boussinesq. Tout comme le Professeur Boussinesq, il devient membre titulaire de la Société des sciences, de l'agriculture et des arts de Lille et enseigne à l’Institut industriel du Nord (École centrale de Lille) , où il est professeur d'architecture et de constructions civiles de 1872 à 1879, puis chargé de cours de physique industrielle de 1879 à 1883.
Promu ingénieur en chef de 1re classe le 16 juillet 1883, il est nommé à Paris et s'établit dans le 17e arrondissement. Il est recruté comme professeur adjoint du « cours de procédés généraux de construction » à l’École nationale des ponts et chaussées du 1er au 5 novembre 1884 et de « mécanique appliquée » du 5 novembre 1884 au 1er décembre 1893. Il enseigne en outre la « mécanique générale » à l’École centrale des arts et manufactures à Paris et devient membre honoraire de l’Association des anciens élèves (du 29 décembre 1885 à 1911).
De ses relations avec le diplomate et entrepreneur Ferdinand de Lesseps à propos du canal de Suez, il tirera entre autres une communication à l'Institution of Civil Engineers. Il présente un rapport sur l'inauguration du Pont du Forth (4 mars 1890) en Écosse au 4e Congrès International de Navigation Intérieure (Manchester) en 1890.
Promu Inspecteur général des Ponts et Chaussées de 2e classe le 1er mai 1893, il est affecté à la 16e inspection des Ponts et Chaussées en Algérie le 1er novembre 1893, comme Inspecteur général des travaux publics et membre du Comité de Patronage du Congrès. Il reçoit la distinction du prix Montyon de mécanique pour l’ensemble de ses travaux. Il est muté à la 15e inspection le 12 juillet 1895 et le 28 juillet 1897, avec 39 ans et demi de services, est décoré Officier de la Légion d'honneur. D'après les Annales des Ponts et Chaussées, Ministère des travaux publics, Commission des Annales, V.C. Dunod, 1900, p. 41, il était aussi le Directeur du Laboratoire d’essais pour les métaux. Promu Inspecteur général de 1re classe le 1er avril 1902, il reçoit le 1er août de cette année-là la distinction d’Officier du Mérite agricole.
Réintégré dans le cadre métropolitain le 1er janvier 1903, il est chargé de la 6e inspection des Ponts et Chaussées le 1er février 1903. Il est promu Officier de l’Instruction publique le 6 février 1903 et est nommé à la commission des annonces des crues (1903), dont il devient président en 1908. Il est en outre nommé membre de la commission des routes nationales le 21 mai 1906, et directeur du service central hydrométrique du Bassin de la Seine le 21 décembre 1908. Du 31 mai au 7 juin 1908 il participe au 9e Congrès international de navigation que s'est tenu à Saint-Pétersbourg (Russie), sous le Haut Patronage de S.M. l'Empereur Nicolas II de Russie.
Retraité le 1er novembre 1909, Flamant se retire vers 1912 à Versailles.
Il est mort à Saint-Quentin, Aisne, le 27 juin 1915, âgé de 75 ans.

## Anecdotes
- Parfois, son nom était écrit Flamand, tel comme, par exemple, dans les "Annales des Ponts et Chaussées", par l’École nationale des ponts et chaussées, commission des Annales, A. Dumas, 1866, p. 287: Annales des Ponts et Chaussées : Flamand affecté au canal de Roubaix.
- Sous le nom de C.Flamant il publie une "Notice sur un appareil destiné à manœuvrer automatiquement les ports des écluses sur les canaux de navigation", Lille, impr. De L.Danel, 1881, in-8º, 10 pages. Extrait des ″Mémoires de la Société des sciences, de l'agriculture et des arts de Lille″. 1881. T. X. 4e série.
- Enregistré aux archives de la Légion d'Honneur, cote LH/979/2, comme centenaire (1839-1939).

## Distinctions
- Chevalier de la Légion d'honneur le 3 février 1875.
- Prix Montyon de mécanique de l'Académie des sciences
- Officier de la Légion d'honneur le 28 juillet 1897
- Officier du Mérite agricole le 2 août 1902

## Œuvres

### Livres
Voici quelques livres de Flamant :
- Alfred-Aimé Flamant, Mécanique appliquée : Hydraulique, Paris, Baudry et Cie, coll. « Encyclopédie des travaux publics », 1891 (réimpr. 1900), 686 p. (lire en ligne)
- Alfred-Aimé Flamant, Mécanique générale, Paris, B. Tignol, coll. « Encyclopédie des travaux publics », 1888, XXXII+544, in-octavo (lire en ligne)
- Alfred-Aimé Flamant, Stabilité des constructions : Résistance des matériaux, Paris, Baudry et Cie, coll. « Encyclopédie des travaux publics », 1886 (réimpr. 1900), 632 p., in-octavo (lire en ligne)

### Articles
- « Alimentation de Paris en eau potable », 4ème Congrès National des Travaux publics,‎ 18-20 novembre 1912
- (en) « Report of the International Commission on the Suez Canal », Institution of Civil Engineers, vol. 84,‎ 1885-86, p. 473